# Palazzo Del Bene
Palazzo Del Bene, anche noto come palazzo Del Ben - Conti d'Arco, è un edificio storico che si trova in piazza Rosmini a Rovereto, in Trentino. Risale al XV secolo ed è stato ristrutturato in forme recenti nel 1906.

## Storia

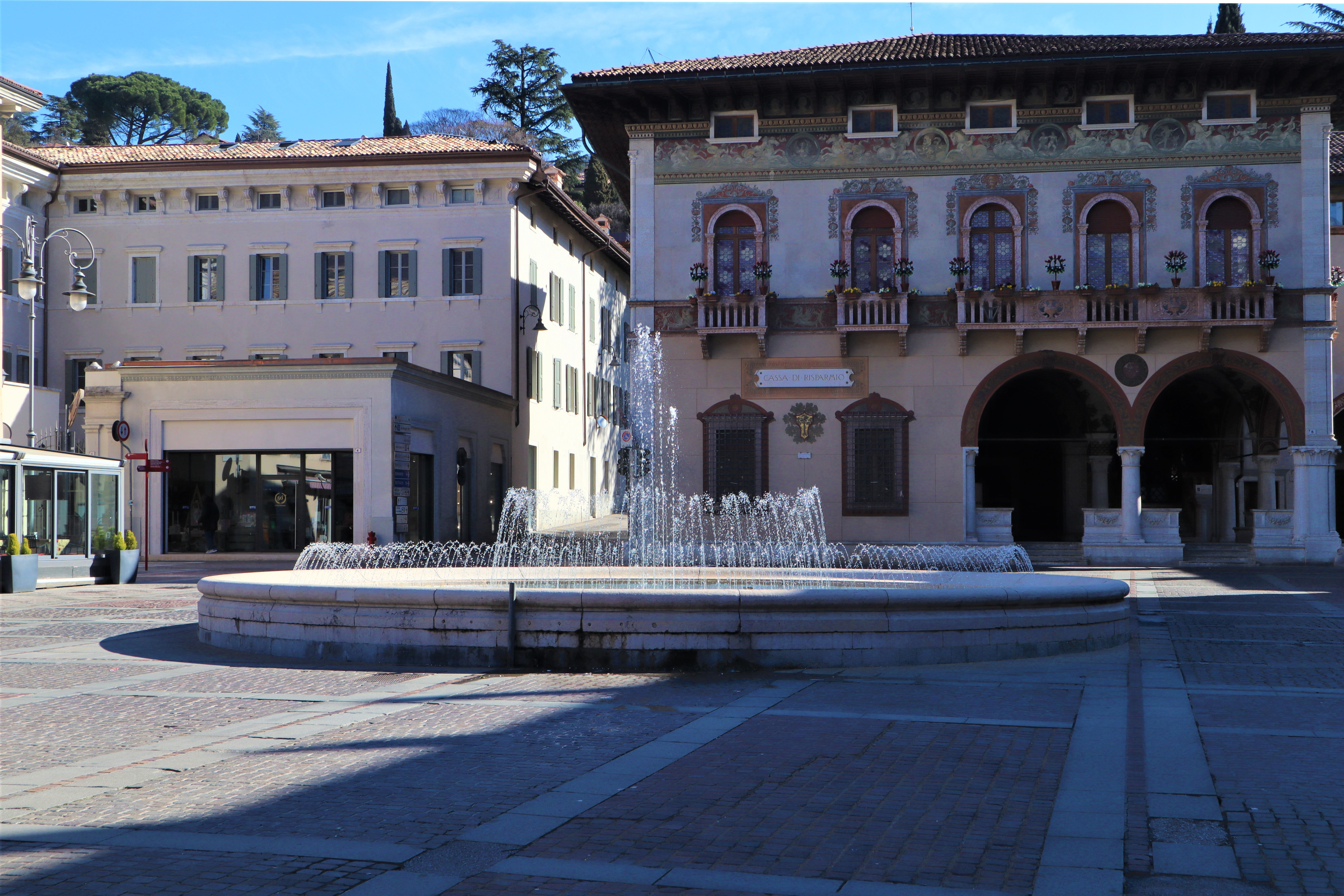
Fontana Rosmini antistante a Palazzo Del Bene

L'edificio venne costruito come residenza fuori dalle mura cittadine nel XV secolo dalla famiglia Del Bene (o Del Ben) poi divenne proprietà dei conti D'Arco che lo ristrutturarono ed ampliarono sino a quando nel XVII secolo fu acquistato dalle monache di San Carlo Borromeo e divenne un'abitazione data in affitto.
In seguito l'edificio fu acquistato dal comune di Rovereto quindi, a partire dal 1877 e sino al 1904, fu il palazzo postale centrale cittadino. Dal 1904 venne ceduto alla Cassa di Risparmio di Trento e Rovereto diventando sede dell'istituto di credito trentino.

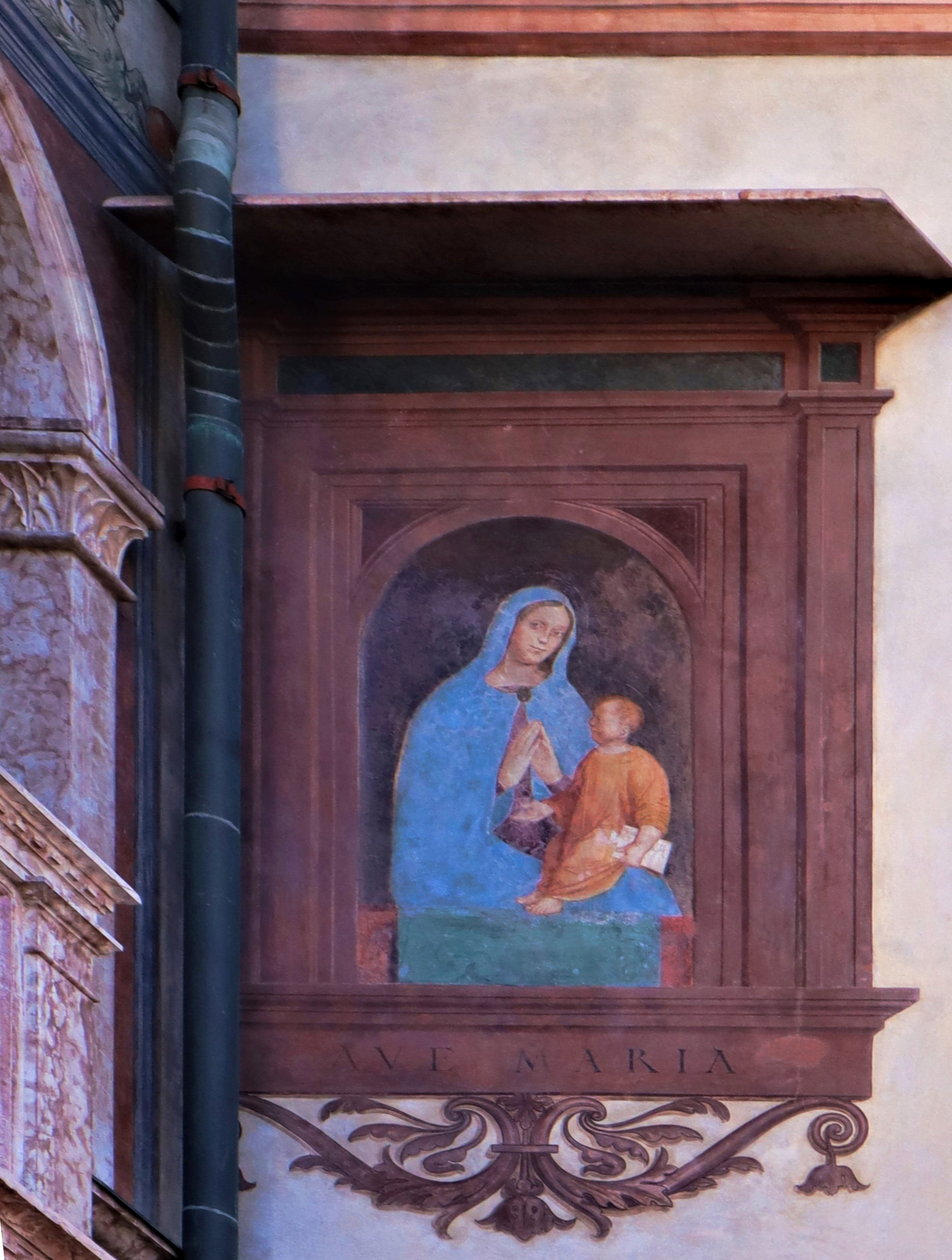
Madonna con Bambino, di Francesco Verla.

Nella piazza antistante l'edificio dal 1879 e sino al 1886 era posizionato il monumento dedicato al filosofo Antonio Rosmini, sostituito dalla Fontana Rosmini. Dopo quella data il monumento venne spostato nel giardino di fronte alla sua casa natale, sul lato opposto di corso Rosmini. Il palazzo negli ultimi anni del XIX secolo aveva un aspetto molto diverso da quello recente. Su tutta la sua facciata principale spiccava la scritta IMP. REG. POSTA E TELEGRAFO. Al piano terra, al centro, stava il portale d'accesso e ai lati quattro finestre con le inferriate. Non c'era il portico retto da colonne sul suo lato meridionale e ai lati della facciata esistevano due muri, quindi dal suo lato settentrionale non iniziava il viale dei Colli né all'altro lato si apriva la recente piazzetta ma un portone dava accesso allo spazio privato dell'antica dimora della famiglia D'Arco.
Nel periodo immediatamente successivo l'edificio fu oggetto di un lavoro di restauro che ne modificò in modo sostanziale l'aspetto. Il progetto fu affidato ad Augusto Sezanne, che aveva già lavorato al palazzo municipale. L'edificio mutò completamente la sua fisionomia e l'operazione venne interpretata anche come la volontà politica di sottolineare l'appartenenza di Rovereto, in quel particolare momento storico, alla cultura italiana.
L'architetto Mario Sandonà definì un "disastro artistico" tale intervento perché fece sparire una testimonianza importante di storia locale. Dal rifacimento quasi completo dei prospetti del palazzo si salvò la Madonna con Bambino, opera di Francesco Verla che ancora si può ammirare su un lato della facciata nella recente piccola piazzetta dell'edificio all'inizio di via Orefici.

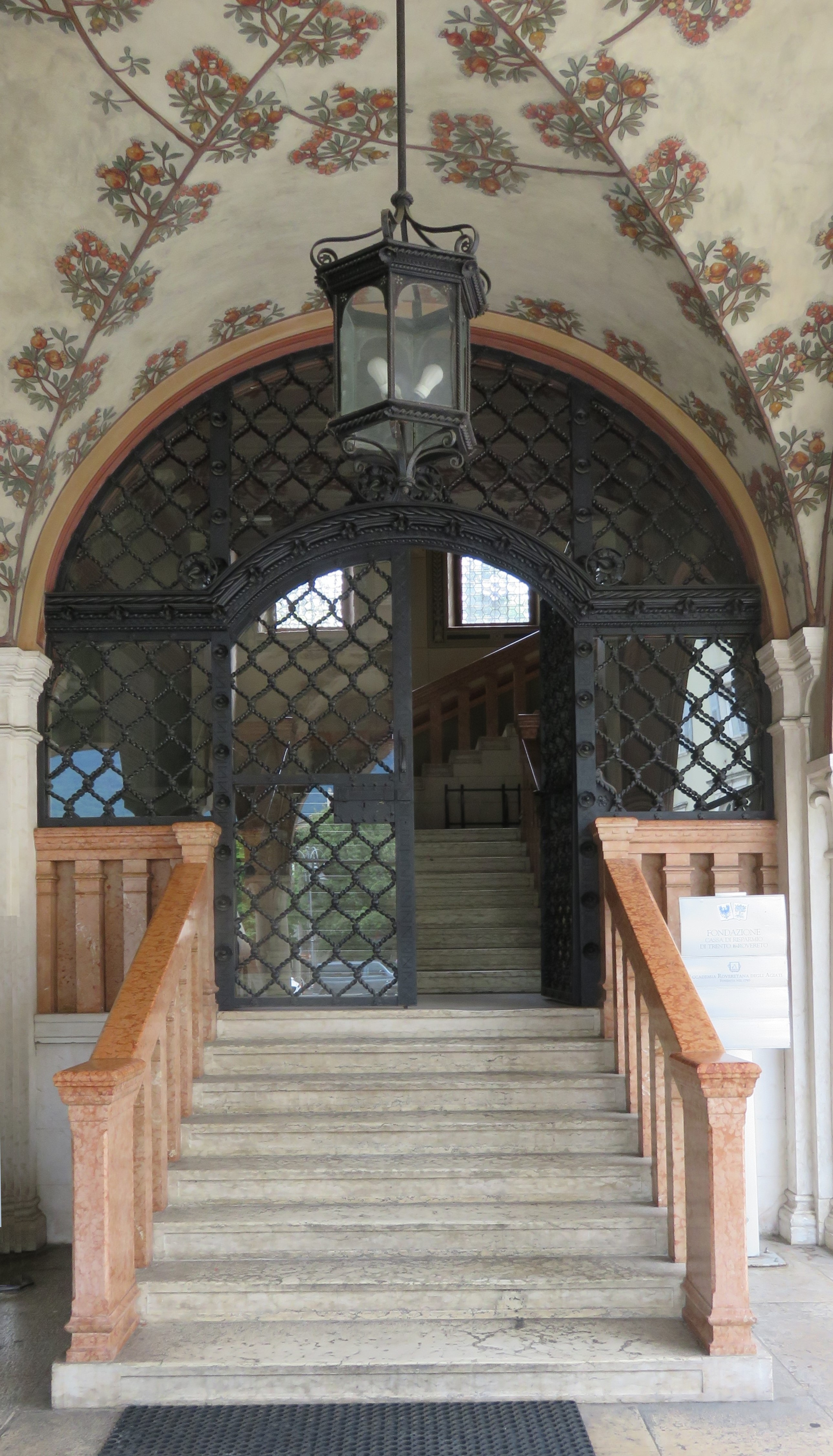
Scalone di accesso al primo piano, esterno.

## Descrizione
Il palazzo recente è ricchissimo di decorazioni e rispetta lo stile rinascimentale veneziano. I dipinti murali sulle sue pareti esterne raffigurano il tempo delle stagioni con motivi floreali. La scalinata che porta ai piani superiori è monumentale e di rappresentanza. Sia la scala sia gli interni hanno soffitti a cassettoni particolarmente decorati.